# Rendez-vous avec une ombre
Pour plus de détails, voir Fiche technique et Distribution.
Rendez-vous avec une ombre (The Midnight Story) est un film américain réalisé par Joseph Pevney et sorti en 1957.

## Synopsis
Un soir, le Père Tomasino, adoré de ses ouailles, est assassiné à l'arme blanche dans une sombre ruelle de San Francisco. Personne ne comprend qui pouvait lui en vouloir. Joe Platini, jeune policier, est désespéré. Orphelin, il a été recueilli par le prêtre qui lui a permis d'arriver à cette situation. Le jour de l'enterrement, Joe remarque au cimetière un homme qui se lacère la main. Intrigué, il en fait part à ses supérieurs, mais ceux-ci lui rétorquent qu'on ne peut soupçonner quelqu'un sur un simple fait. Il décide alors de démissionner pour mener sa propre enquête. Il réussit à s'introduire dans la famille de cet homme, Sylvio Malatesta, et y est très vite adopté. Face à la gentillesse de tous, il se trouve désarmé et ses soupçons commencent à s'effriter…

## Fiche technique
- Titre : Rendez-vous avec une ombre
- Titre original : The Midnight Story
- Réalisation : Joseph Pevney
- Scénario : John Robinson, Edwin Blum (d'après sa nouvelle)
- Chef opérateur : Russell Metty
- Production : Robert Arthur pour Universal Pictures
- Musique : Hans J. Salter, Henry Vars (non crédités)
- Décors : Russell A. Gausman, Ray Jeffers
- Costumes : Bill Thomas
- Durée : 90 minutes
- Date de sortie :
  - États-Unis : 4 juillet 1957
- Affiche : Guy-Gérard Noël (France)

## Distribution
- Tony Curtis (VF : Hubert Noël) : Joe Martini
- Marisa Pavan (VF : Marcelle Lajeunesse) : Anna Malatesta
- Gilbert Roland (VF : Jean-François Laley) : Sylvio Malatesta
- Jay C. Flippen (VF : Pierre Morin) : Sergent Jack Gillen
- Argentina Brunetti (VF : Hélène Tossy) : Mama Malatesta
- Ted de Corsia (VF : Jean Clarieux) : Lieutenant Kilrain
- Richard Monda : Peanuts Malatesta
- Kathleen Freeman : Rosa Cuneo
- Herb Vigran (VF : René Blancard) : Charlie Cuneo
- Peggy Maley (en) (VF : Aline Bertrand) : Veda Pinelli
- John Cliff : Père Giuseppe
- Russ Conway (VF : Jacques Mancier) : Sergent Sommers
- Helen Wallace (VF : Germaine Kerjean) : Mère Catherine
- Tito Vuolo (VF : Jean Berton) : l'épicier
- Philip Van Zandt (VF : Jacques Beauchey) : Vince de Paul
- Renata Vanni : Señora Bergatina